# Rabbinerseminar zu Berlin
Das Rabbinerseminar zu Berlin (bis 1882: Rabbinerseminar für das Orthodoxe Judenthum) wurde 1873 von dem Rabbiner Esriel Hildesheimer gegründet und daher auch als Hildesheimer’sches Rabbinerseminar bekannt.

## Historisches Rabbinerseminar
Das Seminar galt als eine der wichtigsten Lehreinrichtungen zur Ausbildung orthodoxer Rabbiner in Westeuropa. Bei der Eröffnung lehrten am Seminar neben dem Rektor Esriel Hildesheimer die beiden Dozenten David Hoffmann (Talmud, jüdische Rechtsprechung und Pentateuchauslegung), der später zum Rektor der Hochschule wurde, und Abraham Berliner (nachtalmudische Geschichte und Literaturgeschichte). Kurze Zeit später wurde Jakob Barth als Lehrer für Hebräisch, Bibelexegese und religiöse Philosophie an das Rabbinerseminar berufen. In den folgenden Jahren lehrten dort auch Salomon Cohn, Joseph Wohlgemuth und Hirsch Hildesheimer, der Sohn von Esriel Hildesheimer und ehemaliger Absolvent des Seminars.
Nach den Novemberpogromen 1938 wurde das Seminar von den nationalsozialistischen Behörden zwangsweise geschlossen. Bis zu diesem Zeitpunkt waren insgesamt ca. 600 Studenten aus ganz Europa dort ausgebildet worden.

### Rektoren
- 1873–1899 – Esriel Hildesheimer (1820–1899)
- 1899–1921 – David Hoffmann (1843–1921)
- 1922–1924 – Avrohom Eliyahu Kaplan (1890–1924)
- 1924–1938 – Jechiel Jaakov Weinberg (1884–1966)

### Bekannte Absolventen
- Alexander Altmann (1906–1987), Gründer des Institute of Jewish Studies at University College London, und langjähriger Professor an der Brandeis University
- Eduard Baneth (1855–1930), Dozent an der Lehranstalt für die Wissenschaft des Judentums in Berlin
- Eliezer Berkovits (1908–1992), Rabbiner, Theologe und Autor
- Pinchas Paul Biberfeld (1915–1999), Oberrabbiner von München und Rosh Kollel von Zlatipol-Chortkov
- David Braunschweiger (1875–1928), 1917 bis 1928 Rabbiner in Oppeln, Oberschlesien[1]
- Joseph Zvi Carlebach (1883–1942), Oberrabbiner von Lübeck, Altona und Hamburg
- Josef Hirsch Dunner (1913–2007), Oberrabbiner von Ostpreußen, Vorsitzender der Union of Orthodox Hebrew Congregations, europäischer Präsident der Agudath Israel
- Gerhard Frank (1912–1944), Distriktrabbiner in Ichenhausen
- Israel Friedländer (1876–1920), Professor am Jewish Theological Seminary of America in New York
- David Herzog, Dozent an der Karls-Universität Prag
- Hartwig Hirschfeld (1854–1934), Dozent für Judaeo-Arabische Studien am Jews’ College, London, Übersetzer des Kusari ins Englische
- Jacob Horowitz, Dozent an der Humboldt-Universität zu Berlin
- Leo Jung (1892–1987), Rabbiner und einflussreiche Persönlichkeit des orthodoxen amerikanischen Judentums
- Alexander Marx (1878–1953), Professor am Jewish Theological Seminary of America in New York
- Moses Rosenmann (1867–1948), Rabbiner in Wien und Tel-Aviv
- Schlomo Wolbe (1914–2005), Rabbiner und Maschgiach der Yeshivas Be’er und Lakewood Yeshiva in Israel

### Bibliothek
Das Seminar besaß eine bedeutende Bibliothek, die 1927 ca. 21.000 Bände umfasste. Nach der Plünderung durch die Nationalsozialisten gilt der überwiegende Teil der damaligen Medien bis heute als verschollen, vermisst oder unauffindbar. Das Projekt Transparenz schaffen: Recherche, Erschließung und überregionaler Nachweis von NS-Raubgut im Druckschriftenbestand der Staatsbibliothek zu Berlin konnte lediglich einzelne Bände identifizieren.

## Wiedereröffnung und heutiges Seminar
Im Jahr 2009 wurde das Rabbinerseminar vom Zentralrat der Juden in Deutschland und der Ronald S. Lauder Foundation wieder eröffnet, die weltweit jüdische Bildungseinrichtungen unterstützt. Diese Organisationen finanzieren das Seminar maßgeblich. Das Rabbinerseminar arbeitet mit der Europäischen Rabbinerkonferenz und der Orthodoxen Rabbinerkonferenz Deutschland zusammen. Gründungsrektor der Einrichtung ist der Rabbiner Dayan Chanoch Ehrentreu. Heutzutage wird das Rabbinerseminar vom Rabbiner Moshe Mordechai Farbstein geleitet.

### Studieninhalte
Voraussetzung für die Aufnahme des Studiums sind einschlägige Sprachkenntnisse und Kenntnisse der Methodenarbeit, die durch mindestens ein Jahr Vorbereitung an einer Jeschiwa erworben werden müssen. Das Ziel ist, orthodoxe Rabbiner auszubilden und auf die Arbeit in jüdischen Gemeinden in Deutschland vorzubereiten. Dabei gehören nicht nur klassische Kenntnisse der jüdischen Religionsgesetze Talmud und Halacha zu den Ausbildungszielen, sondern auch deren zeitgerechte Vermittlung und der Erwerb didaktischer und seelsorgerischer Fähigkeiten. Monatliche Fahrten in eine jüdische Gemeinde ab dem 2. Studienjahr gehören zur Praxisarbeit. An der Fachhochschule Erfurt müssen die angehenden Rabbiner seit 2012 zusätzlich ein Bachelor-Studium im Fach Jüdische Sozialarbeit absolvieren. Sie erwerben daher zwei Abschlüsse: Die Semicha des Rabbinerseminars und den B.A. für Sozialarbeit der FH Erfurt. Beide Studiengänge müssen erfolgreich absolviert werden.
Derzeit absolvieren 11 Studenten das auf vier Jahre ausgelegte Studium.

### Bekannte Absolventen
- Zsolt Balla (* 1979), Militärbundesrabbiner der Bundeswehr